# Griekenland op de Olympische Zomerspelen 1904

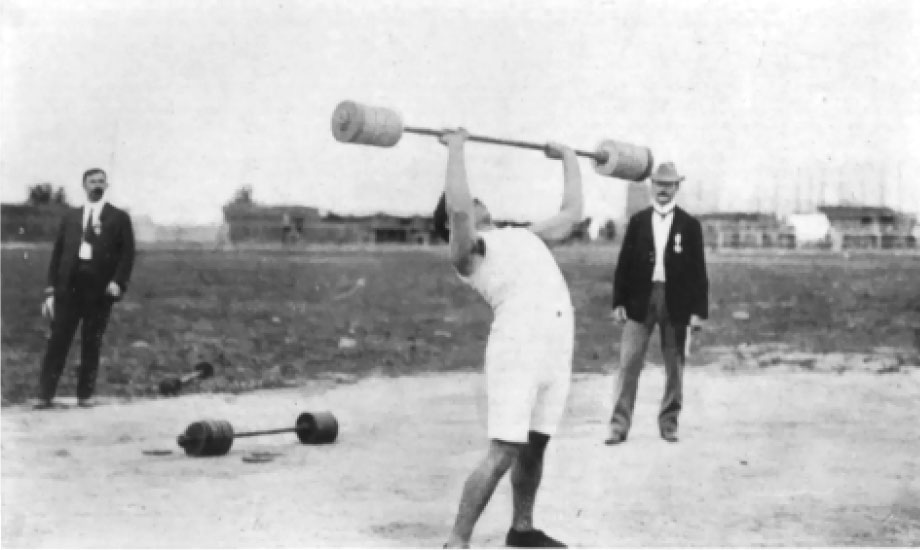
Perikles Kakousis in actie op de Olympische Zomerspelen 1904

Griekenland nam traditiegetrouw deel aan de Olympische Zomerspelen 1904 in St. Louis, Verenigde Staten.

## Medailleoverzicht
| Sport         | Olympiër            | Discipline       | Medaille |
| ------------- | ------------------- | ---------------- | -------- |
| Gewichtheffen | Perikles Kakousis   | 2-handig (m)     | Goud     |
| Atletiek      | Nikolaos Georgantas | discuswerpen (m) | Brons    |

## Resultaten per onderdeel

### Atletiek
| Olympiër             | Discipline       | Resultaat | Prestatie         |
| -------------------- | ---------------- | --------- | ----------------- |
| Georgios Drosos      | marathon (m)     | DNF       | niet gefinisht    |
| Kharilaos Giannakas  | marathon (m)     | DNF       | niet gefinisht    |
| Ioannis Loungitsas   | marathon (m)     | DNF       | niet gefinisht    |
| Georgios Louridas    | marathon (m)     | DNF       | niet gefinisht    |
| Andrew Oikonomou     | marathon (m)     | 14e       |                   |
| Petros Pipiles       | marathon (m)     | DNF       | niet gefinisht    |
| Georgios Vamkaitis   | marathon (m)     | DNF       | niet gefinisht    |
| Domitrios Veloulis   | marathon (m)     | 5e        |                   |
| Christos Zechouritis | marathon (m)     | 10e       |                   |
| Nikolaos Georgantas  | kogelstoten (m)  | DSQ       | gediskwalificeerd |
| Nikolaos Georgantas  | discuswerpen (m) | Brons     | 37,68m            |

### Gewichtheffen
| Olympiër          | Discipline   | Resultaat | Prestatie |
| ----------------- | ------------ | --------- | --------- |
| Perikles Kakousis | 2-handig (m) | Goud      | 111,70kg  |

### Touwtrekken
| Olympiër     | Discipline | Resultaat | Prestatie                          |
| ------------ | ---------- | --------- | ---------------------------------- |
| Pan-Hellenic | mannen     | 5e        | 1ste ronde: V van Verenigde Staten |

Australië · Canada · Cuba · Duitsland · Frankrijk · Griekenland · Groot-Brittannië · Hongarije · Oostenrijk · Verenigde Staten · Zuid-Afrika · Zwitserland · Gemengde teams